# تخزين حبوب القهوة
تخزين حبوب البن هو مصطلح واسع يصف تغليف حبوب القهوة وحفظها طوال مدة الدورة الكاملة لانتاجها من الحصاد إلى التخمير. على الرغم من أن المصطلح ينطبق على العديد من مراحل هذه العملية، إلا أنه يتم تطبيقه عادةً على التخزين المنزلي المثالي لتحقيق أقصى قدر من الاستمتاع بالقهوة للمستهلكين.

## قهوة خضراء
بعد وضع الحبوب في عصارة اللب ونقع البذور، يتم تجفيفها بأشعة الشمس لمدة أسبوع واحد. يتم تجفيف الحبوب بشكل دوري لضمان تجفيفها بشكل متساوٍ. وبمجرد تجفيف الحبوب، ستشكل قشرة رقيقة تشبه الورق، وبمجرد تشكل هذه الطبقة، سيزيد من عمر تخزين الحبوب بشكل كبير. وعندما تصبح الحبوب جاهزة، يتم إزالة هذه الطبقة، ويتم تصنيف الحبوب وفرزها حسب الحجم والوزن والعيوب. ثم يتم تخزين الحبوب المصنفة في أكياس 60 أو 70 كجم تسمى أكياس السيزال التي تساعد الحبوب على الاحتفاظ بالرطوبة لفترة أطول من الزمن. كما لا يمكن أن يتجاوز وقت التخزين سنة واحدة للحبوب التي تعتبر محصولًا حاليًا. لأنها القهوة الخضراء إذا بقيت في المخزن لمدة تزيد عن عام، فإنها تعتبر محصولًا قديمًا وأقل قيمة بسبب حالتها الجافة.

## قهوة محمصة
بمجرد تحميص حبة البن، يتم تعبئتها على الفور للبيع أو طحنها ثم تعبئتها للبيع. وعادة ما تكون العبوات المستخدمة عبارة عن حاوية بلاستيكية محكمة الإغلاق أو غلاف محكم الإغلاق، أو كيس مطوي مع صمام تنفيس الضغط. كل نوع من العبوات له مزاياه الخاصة. تسمح الحاويات محكمة الإغلاق بأقصى نضارة للحبة وتطيل من عمرها الافتراضي، بينما يسمح الصمام بتدفق ثاني أكسيد الكربون الزائد والغازات الأخرى. لا يتم إطلاق ثاني أكسيد الكربون، بقدر 10 لتر / كجم من القهوة المحمصة الداكنة، لأنه ضار بالنكهة - بل على العكس تمامًا، فهو يحمي الحبوب من الأكسدة، لكن الضغط الزائد يمكن أن يتلف الوعاء. تم الإبلاغ عن التجربة أن هناك حاجة لبضعة أيام من إطلاق ثاني أكسيد الكربون بين التحميص والتخمير للحصول على أفضل النتائج. هناك أيضًا رأي مستنير مفاده أن تخزين الحبوب المحمصة حديثًا في علبة مضغوطة بغاز النيتروجين مع تراكم الضغط الزائد عبر صمام تنفيس، يوفر التخزين الأمثل لفترات طويلة مع تعزيز تأثير الشيخوخة المفيد المتعلق بتوزيع الزيوت الطبيعية بواسطة الضغط.

## التخزين المنزلي
بمجرد الشراء تعتمد طريقة التخزين المستخدمة على نوع القهوة المشتراة. تخزن الحبوب الخضراء الأفضل في حاويات مبردة محكمة الإغلاق، ويمكن أن تدوم بسهولة في هذه الحالة لمدة عام دون أن تفقد النكهة. هذا ومن من الأفضل تخزين الحبوب الكاملة المحمصة في حاويات محكمة الإغلاق بعيدًا عن الضوء. أفضل الخيارات المادية للحاوية هي الخرف أو الزجاج المعتم. قد يغير البلاستيك والمعدن نكهة حبوب البن. بالإضافة إلى ذلك، بالنسبة للأسبوع الأول من التخزين، يجب فتح الحاويات أو تنفيسها بواسطة صمام تنفيس لإطلاق غاز ثاني أكسيد الكربون الذي ستنتجه الحبوب المحمصة لمنع الغاز من تغيير جودة القهوة. ستستمر القهوة المحمصة ذات الحبة الكاملة المخزنة بهذه الطريقة لمدة أسبوعين تقريبًا. إن استصواب تجميد الحبوب المحمصة أمر مثير للجدل. يعتقد أولئك الذين يدافعون عن التجميد أن النكهة يمكن أن تستمر لمدة شهر إلى شهرين. إذا تم تجميد الحبوب، تُترك مجمدة حتى تختمر بشكل أفضل وهو ما يحافظ على نكهة القهوة. سوف تطحن الحبوب المجمدة مثل الحبوب غير المجمدة، لكن إعادة تجميد الحبوب يغير من جودة القهوة. يتم تخزين القهوة المطحونة في عبوات معدنية غير تفاعلية محكمة الإغلاق من السيراميك أو الزجاج، مثل الحبوب المحمصة. نظرًا لزيادة المساحة السطحية الإجمالية للقهوة المطحونة، فإن الحبيبات تصبح قديمة في أيام بدلاً من أسابيع. بالإضافة إلى ذلك، ليس للتجميد أي تأثير في زيادة العمر الافتراضي لتخزين حبيبات القهوة.